# Lasse Hallström
Lasse Hallström (Estocolmo; 2 de junio de 1946) es un director de cine sueco.

## Filmografía parcial
- 1973 - Ska vi gå hem till dej eller till mej eller var och en till sitt?
- 1975 - A Guy and a Gal (En Kille och en tjej)
- 1977 - ABBA: The Movie
- 1979 - Jag är med barn
- 1981 - Tuppen
- 1981 - Gyllene Tider – Parkliv
- 1983 - Två killar och en tjej
- 1985 - Mi vida como un perro
- 1986 - Alla vi barn i Bullerbyn
- 1987 - Mer om oss barn i Bullerbyn
- 1991 - Querido intruso
- 1993 - ¿A quién ama Gilbert Grape?
- 1995 - Algo de que hablar
- 1999 - Las normas de la casa de la sidra
- 2000 - Chocolat
- 2001 - Atando cabos
- 2005 - Una vida por delante
- 2005 - Casanova
- 2007 - The Hoax
- 2009 - Siempre a tu lado, Hachiko
- 2010 - Querido John
- 2011 - La pesca de salmón en Yemen
- 2012 - El hipnotista
- 2013 - Safe Haven
- 2014 - The Hundred-Foot Journey
- 2017 - A Dog's Purpose
- 2018 - El Cascanueces y los cuatro reinos

## Premios y distinciones
Premios Óscar
| Año  | Categoría               | Película                          | Resultado |
| ---- | ----------------------- | --------------------------------- | --------- |
| 1988 | Mejor director          | Mi vida como un perro             | Nominado  |
| 1988 | Mejor guion adaptado    | Mi vida como un perro             | Nominado  |
| 2000 | Óscar al mejor director | Las normas de la casa de la sidra | Nominado  |